# 三菱ダイヤモンド・サッカー
『三菱ダイヤモンド・サッカー』（みつびしダイヤモンドサッカー）は、1968年4月から1988年3月、および1993年4月から1996年9月の2期に渡り制作 東京12チャンネルプロダクション→東京12チャンネル→テレビ東京(1973年までの放送は日本科学技術振興財団テレビ事業本部)で放送されていたサッカー情報番組である。
三菱重工・三菱商事・三菱銀行（後の三菱UFJ銀行）を中心とした三菱グループの単独提供による冠スポンサー番組。週によってコマーシャルを提供する協賛企業は一部異なっていた。また第1期末期には理研グループ・三愛会傘下（三菱グループ直系ではないが三菱銀行からの出資を受けていた）のリコーやスポーツ用品メーカーのプーマが、第2期の一時期は三菱グループ外のソニーが各社扱いで提供したことがあり、ソニービル内のSONYショールームから公開放送したことがあった。

## 第1期
1968年に英国放送協会 (BBC) のサッカー情報番組『マッチ・オブ・ザ・デイ』を日本語版に翻訳して、司会に金子勝彦（当時・東京12チャンネルアナウンサー）、解説に岡野俊一郎を起用して放送したのが始まりである。また、当初のタイトルは「イギリスプロサッカー」だった。「イギリスプロサッカー」としての放送は1969年3月30日で終了。1970年4月6日(月)に新番組「ダイヤモンドサッカー」として改めてスタートした。
三菱商事社員でロンドンで勤務していた諸橋晋六（後に三菱商事会長）が、東京12チャンネルの番組審議委員を務めていた篠島秀雄（当時三菱化成社長、日本サッカー協会副会長）に対し「日本でも『マッチ・オブ・ザ・デイ』のような番組が必要だ」と進言し、それを受けた篠島が局側に番組制作を提案したことが番組スタートのきっかけとされる。また、解説に岡野が起用されたのも、篠島が東京大学運動会ア式蹴球部の後輩である岡野に白羽の矢を立てたことが理由である。
内容はヨーロッパの国内リーグ戦やA代表による国際親善試合やFIFAワールドカップ予選などを前後半2週に分けて放送。1980年代はドイツ・ブンデスリーガでプレーしていた奥寺康彦の出場試合も随時放送していた。また1980年代以降、タイトルロゴ上部には「日本サッカー協会推薦番組」の文字が添付され、製作協力としてベースボール・マガジン社の『サッカーマガジン』の名もクレジットされていた。
1974 FIFAワールドカップを全試合放送。決勝の西ドイツ対オランダ戦は、他局では参院選の開票速報の最中にもかかわらず、生中継して視聴率は3.7%だった。低迷期にあった日本サッカーに海外のサッカーを紹介する窓口としての役割を果たした。金子・岡野の名コンビ、また金子のオープニングの口上である「サッカーを愛する皆さん、ご機嫌いかがでしょうか?」も人気を集めた。1960年代後半から1980年代後半のサッカー少年たちのバイブル的番組でもあった。
また、三浦知良の父・納谷宣雄が1982年にブラジルに渡った後、納谷の仲介で南米の試合も放送できるようになったという。1988年3月で一旦終了、放送回数は993回だった。その後テレビ東京のレギュラー枠としてのサッカー番組は1992年の『ダイナミックサッカー』放送開始まで存在しなかった。

## 第2期
1993年4月に川平慈英をキャスターにJリーグ情報番組として復活。金子もコメンテーターとして出演した。その他に岩崎由実、佐々木明子（テレビ東京アナウンサー）、大仁邦彌らが出演した。1995年3月でJリーグ情報番組としては終了。翌4月からは関東ローカルで海外のサッカー情報を提供する番組として存続した。1996年4月からはテレビ北海道でも9日遅れでネットしていた。

### 放送時間
| 期間                                           | 放送時間                              | 放送局                             |
| ---------------------------------------------- | ------------------------------------- | ---------------------------------- |
| 1993年4月4日 - 1994年3月27日                   | 日曜 10:00 - 10:30                    | テレビ東京系6局ネット              |
| 1994年4月3日 - 1995年3月26日                   | 日曜 18:00 - 18:30                    | テレビ東京系6局ネット              |
| 1995年4月1日 - 9月30日                         | 土曜 24:35 - 25:05                    | テレビ東京（関東ローカル）         |
| 1995年10月7日 - 1996年3月30日                  | 土曜 18:30 - 18:45                    | テレビ東京（関東ローカル）         |
| 1996年4月6日 - 9月28日 1996年4月15日 - 10月7日 | 土曜 18:30 - 19:00 月曜 24:45 - 25:15 | テレビ東京 テレビ北海道（9日遅れ） |

## その後
2005年3月から2006年3月まで、テレビ東京系列の衛星放送BSジャパンで『サッカーTVワイド』と題した2時間のサッカー専門番組が毎週木曜21:00 - 23:00に放送されていた。キャスターは川平慈英他。
2008年11月16日に、TBS系列の『スーパーサッカー』で当時の再現放送が行われた。
「海外サッカーリーグのテレビ中継」という、当時としては画期的なスポーツ中継を実施していたことから、2014年3月に放送された『50年のモヤモヤ映像大放出! この手の番組初めてやりますSP』においても「狭い分野を掘り下げすぎる」というジャンルで本番組が取り上げられ、当時の映像も放送されている。
2017年11月23日には、日本サッカーミュージアムにて番組放送開始50年記念トークイベント「サッカーを愛する皆さん、ご機嫌いかがでしょうか」を開催。金子勝彦、二宮寛、川端康雄、久保田光彦、大仁邦彌が出演。

## 備考
第1期（1968年 - 1988年）では各地のローカルテレビ局にも番販された。ただしその場合は三菱グループのスポンサー提供がないため、番組名やオープニング部分が改変されることになった。岐阜放送では『ダイヤモンドサッカー』と名乗り、CGオープニング時代はオープニングのうちタイトル部分だけロゴのブルーバック字幕に差し替えた。そのほか三重テレビでは『ゴールデンサッカー』、SBSテレビ・KBS京都・RCCテレビ・サンテレビでは『ワールドサッカー』、秋田放送は『富士商会アワー・世界のサッカー』として放送した。
テーマ曲は「ドラム・マジョレット」（アーノルド・スティック作曲による行進曲）で、2002年にCD化されている（zetima、規格品番：EPCE-5138）。基はこの番組の原案（翻訳元）であるBBCの「マッチ・オブ・ザ・デイ」の初代主題歌でもある。また同曲はセガのサッカーゲームソフト『サカつく2004』のオープニングテーマとしても使われている。
テレビ神奈川（TVK）では、この番組によく似た『日産サッカーダイジェスト』を日産自動車一社提供・TVKの自社制作で放送。ただしこの番組は、日本サッカーリーグ・日産自動車サッカー部（後のJリーグ・横浜Fマリノス）の日曜昼間のゲームを当日夜にダイジェストで伝えるものだった。

## 関連書籍
- 「ダイヤモンドサッカー」の時代

編集：JDFA（ジャパン・ダイヤモンド・フットボール・アソシエーション）、発行：エクスナレッジ、発売日：2008年2月25日、書籍コード：ISBN 4767806135
ダイヤモンドサッカーの歴史（第1期）を関係者の証言とともにつづった書籍。編集を行ったJDFAは、ダイヤモンドサッカーの功績を伝えることなどを目的に発足した団体である。

## 関連番組
- ダイナミックサッカー